# Space Mirror Memorial

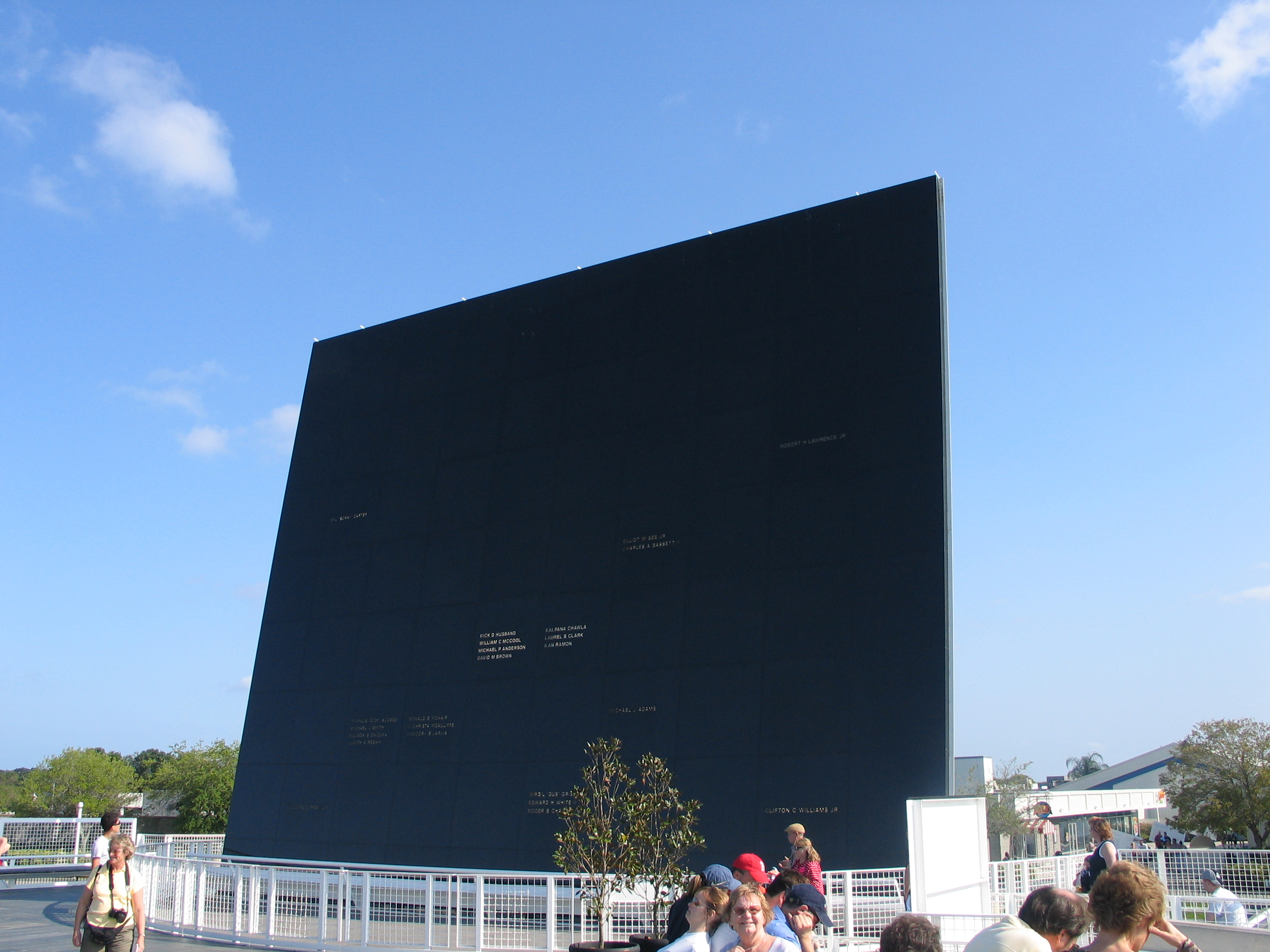
Space Mirror Memorial

Lo Space Mirror Memorial è un monumento commemorativo situato presso il centro visitatori del John F. Kennedy Space Center, eretto nel 1991 per commemorare la morte di coloro che hanno perso la vita durante le missioni spaziali. Oltre a 20 astronauti della NASA, vengono ricordati il pilota Michael Adams, il candidato astronauta Robert Henry Lawrence, l'insegnante Christa McAuliffe e l'astronauta israeliano Ilan Ramon.

## Nomi

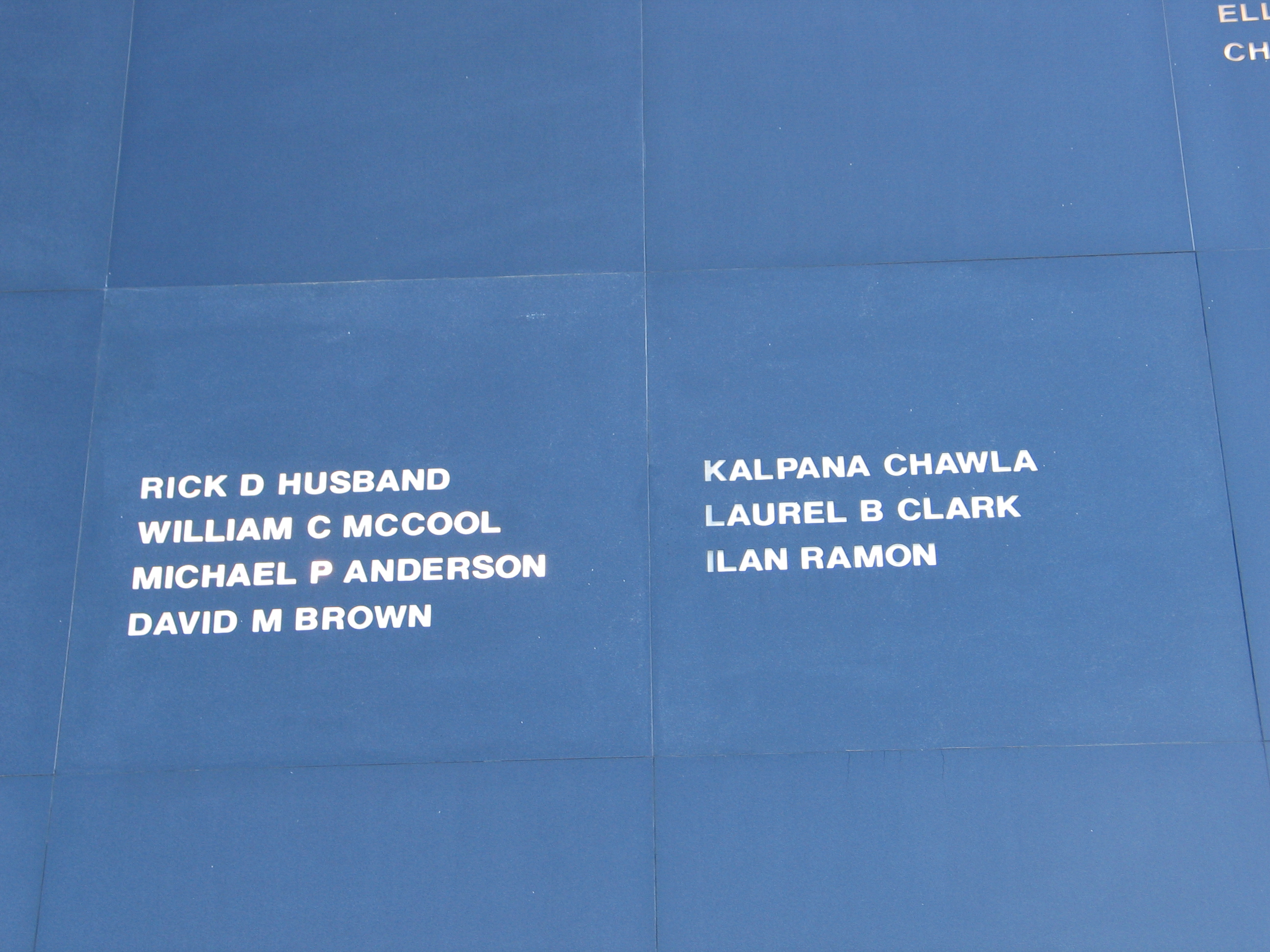
I due pannelli che mostrano l'equipaggio della missione STS-107

Sul monumento compaiono incisi i seguenti nomi:
- Theodore C. Freeman: morto il 31 ottobre 1964;
- Charles A. Bassett, II e Elliot M. See, Jr.: morti il 28 febbraio 1966;
- Clifton C. Williams, Jr.: morto il 5 ottobre 1967;
- Virgil "Gus" Grissom, Edward H. White, II e Roger Chaffee: equipaggio dell'Apollo 1, morti il 27 gennaio 1967;
- Michael J. Adams: morto il 15 novembre 1967;
- Robert H. Lawrence Jr.: morto l'8 dicembre 1967;
- Francis "Dick" Scobee, Michael J. Smith, Judith A. Resnik, Ellison S. Onizuka, Ronald E. McNair, Gregory B. Jarvis e S. Christa McAuliffe: equipaggio della missione STS-51-L, morti a causa del disastro dello Space Shuttle Challenger il 28 gennaio 1986;
- Manley L. "Sonny" Carter, Jr.: morto il 5 aprile 1991;
- Rick D. Husband, William C. McCool, Michael P. Anderson, Kalpana Chawla, David M. Brown, Laurel Clark, Ilan Ramon: equipaggio della missione STS-107, morti a causa del disastro dello Space Shuttle Columbia il 1º febbraio 2003.